# Le Grez
Le Grez is een gemeente in het Franse departement Sarthe (regio Pays de la Loire) en telt 372 inwoners (1999). De plaats maakt deel uit van het arrondissement Mamers.

## Geografie
De oppervlakte van Le Grez bedraagt 7,5 km², de bevolkingsdichtheid is 49,6 inwoners per km².
De onderstaande kaart toont de ligging van Le Grez met de belangrijkste infrastructuur en aangrenzende gemeenten.

## Demografie
Onderstaande figuur toont het verloop van het inwonertal (bron: INSEE-tellingen).
1. ↑  Populations de référence 2022.